# Camille Keaton
Camille Keaton (20 de julio de 1947) es una actriz y modelo estadounidense más conocida por su papel de Jennifer Hills en la controvertida película de 1978 I Spit on Your Grave. Comenzó su carrera en Italia, haciendo su debut cinematográfico como Solange Beauregard en la película Cosa avete fatto a Solange? (1972), y protagonizó varias otras películas de terror italianas a principios de la década de 1970. En 2015, Keaton retomó su papel de Jennifer para la película I Spit on Your Grave: Deja Vu, que se lanzó en 2019.

## Biografía

### Primeros años
Keaton nació el 20 de julio de 1947 en Pine Bluff, Arkansas . Asistió a la escuela secundaria en Eudora, Arkansas hasta 1960 cuando su familia se mudó a Atlanta, Georgia . 
En 1969, estuvo involucrada en un importante accidente automovilístico que la dejó con cicatrices faciales. En una ocasión trabajó como anfitriona de Amtrak.

## Filmografía
| Año  | Título                                          | Rol                               | Notas                                      |
| ---- | ----------------------------------------------- | --------------------------------- | ------------------------------------------ |
| 1972 | What Have You Done to Solange?                  | Solange Beauregard                |                                            |
| 1972 | Decameron No. 2 – Le altre novelle di Boccaccio | Alibech                           |                                            |
| 1972 | Tragic Ceremony                                 | Jane                              |                                            |
| 1973 | Il gatto di Brooklyn aspirante detective II     | Guendalina Bacherozza de Porcaris |                                            |
| 1973 | Sex of the Witch                                | Ann                               | Italiano: Il sesso della strega            |
| 1974 | Madeleine: Anatomy of a Nightmare               | Madeleine                         | Italiano: Madeleine, anatomia di un incubo |
| 1978 | I Spit on Your Grave                            | Jennifer Hills                    |                                            |
| 1982 | Raw Force                                       | Joven en el toilet                |                                            |
| 1982 | The Concrete Jungle                             | Rita Newman                       |                                            |
| 1989 | No Justice                                      | Esposa del predicador             |                                            |
| 1993 | Savage Vengeance                                | Jennifer                          | Secuela no oficial de I Spit on your Grave |
| 1999 | Holy Hollywood                                  | Betty                             |                                            |
| 2010 | Chop                                            | Mrs. Reed                         |                                            |
| 2010 | Sella Turcica                                   | Karmen Roback                     |                                            |
| 2012 | The Butterfly Room                              | Olga                              |                                            |
| 2012 | The Lords of Salem                              | Doris Von Fux                     | Sin acreditar                              |
| 2013 | Blood River                                     | Mirabella                         |                                            |
| 2015 | Cabaret Diabolique                              | Agente Marcia Wilson              |                                            |
| 2015 | Plan 9                                          | Abuela                            |                                            |
| 2017 | Death House                                     | Kristi Boon                       |                                            |
| 2017 | Terror in Woods Creek                           | Directora Beasley                 |                                            |
| 2018 | Me and Mrs. Jones                               | Mamá                              |                                            |
| 2019 | The Last House                                  | Marsha Kane                       | aka Cry for the Bad Man                    |
| 2019 | I Spit on Your Grave: Deja Vu                   | Jennifer Hills                    |                                            |
| 2020 | Camp Twilight                                   | Fiscal de distrito                |                                            |
| 2021 | Holy Hollywood                                  | Betty                             |                                            |